# Enneapterygius atrogulare
Enneapterygius atrogulare és una espècie de peix de la família dels tripterígids i de l'ordre dels perciformes.

## Morfologia
- Els mascles poden assolir 5 cm de longitud total.[2][3]

## Alimentació
Menja principalment invertebrats petits i algues.

## Hàbitat
És un peix marí de clima subtropical i associat als esculls de corall que viu fins als 5 m de fondària.

## Distribució geogràfica
Es troba a Austràlia (des del nord de Queensland fins a Nova Gal·les del Sud) i Tonga.